# ضبط النوع الاجتماعي
ضبط النوع الاجتماعي هو فرض أو تطبيق تعابير جندرية معيارية، على الفرد الذي يُنظر إليه على أنه ذو مظهر أو سلوك لا يلائم الجنس الذي ولد عليه (الأداء الجندري). يعمل ضبط النوع الاجتماعي على تقليل ونزع شرعية التعابير التي تنحرف عن التصورات المعيارية للنوع الاجتماعي، مما يعزز الثنائية الجندرية (الاعتقاد بوجود نوعين اجتماعيين فقط).
ووفقا لجوديث بتلر، فإن الرفض النابع من الأشخاص غير الملتزمين بالمعايير الجندرية، هو مركب يساهم في خلق الهوية الجندرية الخاصة بهم. تعد مراعاة الاعتبارات الجندرية مفهوما للسياسة العامة، في حين أن ضبط النوع الاجتماعي (الضبط الجندري) ظاهرة اجتماعية أكثر عمومية.
من الشائع أن يُشجّع ويُكافأ الأداء الجندري المعياري، بينما لا يُشجع الأداء غير المعياري، من خلال العقوبة أو ردود الفعل السلبية عمومًا. ويتراوح مدى ضبط الممارسات غير المعيارية في شدته، من التعليقات البسيطة المحبطة نسبيًا، إلى أعمال العنف الوحشية. تختلف أيضا تكتيكات ضبط النوع الاجتماعي على نطاق واسع، ويتوقف جزئيا على النوع الاجتماعي المُتصور للفرد المستهدف.

## معيارية المغايرة الجنسية والثنائية الجندرية
يهدف ضبط النوع الاجتماعي إلى إبقاء الأدوار الجندرية صارمة ومنحازة وفقا للثنائية الجندرية رجل/امرأة. الثنائية الجندرية هي فكرة أن النوع الاجتماعي موجود كمقابلة بين الرجل والمرأة.
تعد المعيارية على أساس المغايرة الجنسية امتدادا للاعتقاد الذي يفترض أن النوع الاجتماعي والجنسانية تعبيران نابعان من البيولوجيا. تؤكد هذه الوظائفية للبيولوجيا، أن الأعضاء التناسلية للذكور والإناث لا تخدم إلا غرض الإنجاب، ما يؤدي إلى خلق أدوار جندرية تظهر من رغبة فطرية مُتصورة، تعطي الجنسانية هدفا محددا داخل المجتمع.
يربط كتاب جايل روبن «الاتجار بالنساء»، خلق الثنائية الجندرية، مع تبعية النساء في المجتمع الغربي. درس روبن أعمال كارل ماركس، وسيغموند فرويد، وكلود ليفي شتراوس، لكسب فهم أفضل لنشوء نظام الجنس والجندر (النوع الاجتماعي). وجد روبن أن المرأة هي دور أُنشئ لمقابلة الرجل، وخدم غرض بناء السلطة، والعلاقات التجارية، والعون المتبادل، من خلال تبادل النساء عن طريق الزواج، وقواعد لا بد من ضبطها لضمان استمرار البقاء. تبلورت هذه القواعد إلى معيارية على أساس الغيرية الجنسية، مرسخة الجنسانية المقبولة في المجتمع الغربي بشكل ثقافي.
أُضفي الطابع الرسمي على الثنائية الجندرية في المجتمع الغربي، منذ تفسيرات الرجل والمرأة خلال عصور الصيد والجمع، إذ كان الصيد وجمع الطعام إستراتيجية بارزة للبقاء على قيد الحياة، خلال العصر الحجري الأوسط أو الوسيط في شمال غرب أوروبا. التفسيرات الأولى لتقنيات البقاء على قيد الحياة، هي إحدى الأسباب الرئيسية للفكرة الحالية المتعلقة بالثنائية الجندرية في المجتمع الغربي. افترض كلايف بونسال بشكل خاطئ، في مراجعته لإنثوغرافيا تجميع المحاريات، أن النساء والأطفال كانوا الجامعين في المقام الأول، وأن الرجال كانوا الصيادين تبعا لمهاراتهم الأقوى. شكلت افتراضات المجتمعات السابقة، البنية الحالية للمجتمع الغربي، في معتقدات أن الرجال هم المزودون، وأن النساء هن الداعمات. بالإضافة إلى أن فكرة الزواج الغيري، بوصفها معيارا اجتماعيا، جاءت من تحليل التفاعلات بين مختلف الشعوب الميزوليتية.
والعقلية الأخرى التي تعزز فكرة الثنائية الجندرية داخل المجتمع الغربي هي، علاقة المحاربين والمربيات. وتُميّز الذكورة في هذه العقلية، بسمات المحارب النموذجي: قوي، ولايعرف الخوف، ويمكن استبداله، بينما يدور مفهوم الأنوثة حول الإنجاب. وفي هذه العلاقة نوعان فقط من الناس، أي نوعان اجتماعيان. وكان هذا الانقسام الثنائي موضع تقدير، لأنه يحافظ على سلامة المجتمع في أوقات الحرب، إذ يقوم المحاربون بالقتال والحماية، وتحل المربيات محل المحاربين الذين يسقطون.
وُضعت نظرية أحرار الجنس، منذ بدء الأنشطة المدافعة عن حقوق مجتمع الميم خلال الفترة ما بين أواخر الثمانينات والتسعينيات، والعمل المؤثر لفوكو وسيدجويك. تخلق نظرية أحرار الجنس مساحة خارج الثنائية الجندرية، وتفكك وتقوض فكرة الثنائية الجندرية. تَسبب تجاهل الثنائية الجندرية بمخاوف في المجتمع الغربي، مؤديا في النهاية إلى ضبط النوع الاجتماعي، بغرض الحفاظ على فكرة الثنائية الجندرية.
لا يمكن للمرأة والرجل كفئات، أن يوجدا دون الآخر، أو أن نفرض ما هما أو ما ليسا عليه. وكذلك هو الأمر بالنسبة للغيرية الجنسية والمثلية الجنسية. نشأت كل هذه الفئات من تضادها، مشكّلة ديناميات السلطة. وأشار ميشيل فوكو إلى إحداث هذه الهويات، بخلق خطاب يحيط بالمثالية، كخطاب مضاد. هذه العلاقة المتخاصمة بين الهويات هي أساس ضبط النوع الاجتماعي. غالبًا ما يُقابل الانحراف عن التعبير المعياري للجنسانية أو النوع الاجتماعي، بدرجات متفاوتة من العنف.

## السلطة الأبوية والهيمنة الذكورية
تبقي المجتمعات الأبوية على الهيمنة الذكورية في جميع جوانب الحياة. يميز المجتمع الأبوي الذكوري، الفكر والتعبير الذكوريان، ما يخلق تسلسلا هرميا جندريا، يضع المرأة والأنوثة في مرتبة أدنى. يصف مفهوم الذكورة المسيطرة تسلسلا هرميا حتى داخل الذكورة نفسها. تسمح الذكورة المسيطرة، بإعادة مناقشة مصطلحات وتعابير «الرجولة»، وفقا للزمن والثقافة والمكانة الطبقية، ما يبرر هيمنتها المستمرة.
وضعت عالمة الاجتماع، ريوين كونيل، نظرية الذكورة المسيطرة، من أجل شرح العلاقات بين الرجال والنساء، وبين طبقات الرجال داخل النظام الأبوي. تستند هذه النظرية إلى مفهوم أنطونيو غرامشي للسيطرة -أن المطابقة أو التبعية لمجموعة واحدة تخلق هيمنة قائمة على الطبقية. تشرح نظرية كونيل الطرق التي تتمتع بها الصفات الذكورية المثالية أو المنمطة، بالقيم العليا في المجتمع الغربي. تشمل هذه الميزات الذكورية، الثروة، والسيطرة على الموارد، والخصوبة، والجاذبية، والمغايرة الجنسية، والقوة البدنية، والفصل العاطفي.
قسم ديمتراكيس ز. ديميتريو الذكورة المسيطرة إلى نوعين: خارجية وداخلية. تشير الذكورة المسيطرة الخارجية، إلى تبعية النساء للرجال. والذكورة المسيطرة الداخلية هي طيف الذكورة الظاهر في الرجال، ويُعرف هذا الطيف بمقدار القوة والذكورة التي يحملها الرجل. يحتاج المجتمع الأبوي إلى الذكورة المسيطرة من أجل الحفاظ على السلطة، يجب أن يُضبط الرجال، ويُسيطر على النساء، من أجل الحفاظ على هذه السلطة. ونظرا لأن الشكل المثالي للذكورية، يُنظر إليه بواسطة السلطة الأبوية، فيُنظر للرجال الذين يتناسبون مع هذا المعيار، بأنهم ما يجب أن يجسده الإنسان.
يخلق التسلسل الهرمي للنوع الاجتماعي، والذي أنشأه المجتمع الأبوي والذكورة المسيطرة، منافسة على السيطرة، مما يؤدي إلى ضبط النوع الاجتماعي والجنسانية. يعزز ضبط الذكورية في مجتمع معياري وفق المغايرة الجنسية، الثنائية الجندرية. يسعى الأفراد الذين يرغبون في إعادة تأكيد موقعهم في التسلسل الهرمي الذكوري إلى ملاحقة سلوكيات الأفراد غير الملائمة بالنسبة لهم، وهكذ يُفرض على أولئك الذين يتصرفون بشكل غير ملائم، إما أن يتماشوا مع الأشكال المقبولة من التعابير الجندرية والجنسية، أو التعرض لخطر العنف والنبذ.
من المرجح أن يفرض الآباء الحدود بين الجنسين أكثر من الأمهات، أو أن يحاولوا ضبط التعبيرات الجندرية لأطفالهم. يفرض كل من الآباء والأمهات الحدود بين الجنسين بشكل متكرر مع الأبناء، أكثر من الفتيات. أظهرت الأبحاث التي أجريت حول موضوع الضبط الأبوي للنوع الاجتماعي، أن الأطفال الإناث اللاتي يُظهرن سمات أو سلوكيات ذكورية تقليدية، يحصلن على قبول اجتماعي وأبوي، أكثر من الأطفال الذكور الذين يظهرون ميولًا أنثوية تقليدية.
يجادل العديد من الباحثين حول أن ذلك يرجع إلى التقدير الأكبر الممنوح للسمات والسلوكيات الذكورية، مقارنة بالسمات الأنثوية، أو الاعتقادات بأن «الغلامية» حالة مؤقتة. وتشير دراسة واحدة على الأقل إلى أن الآباء في مختلف المواقع الاجتماعية، يشجعون بناتهم في سن ما قبل المدرسة، على الانخراط في اللاتطابق الجندري، مثل ارتداء ملابس ذات طابع رياضي، والمشاركة في أنشطة الذكور التقليدية. وتشير أبحاث أخرى، إلى أنه في وقت ما، وبسبب ضغوط الأقران والوالدين، تتخلى الإناث اللاتي لديهن سمات أو نزعات سلوكية «ذكورية» عن هذه النزعات في مرحلة المراهقة، أو يتبنين سلوكيات أكثر أنثوية، ولكن يحتفظن بالعديد من المهارات والسمات الذكورية. تزداد الضغوط للتوافق مع المعايير الجندرية مع تقدم العمر، وغالبا ما يتجلى ذلك في أولئك الأطفال «بإرشادهن أو جعلهن يشعرن بالخزي، ليتوافقن مع الأنوثة التقليدية - في اللباس، والمظهر، والموقف، والوقفة، والاهتمامات، والمواعدة.»